# Townsendgrondeekhoorn
De townsendgrondeekhoorn (Urocitellus townsendii) is een zoogdier uit de familie van de eekhoorns (Sciuridae). De wetenschappelijke naam van de soort werd voor het eerst geldig gepubliceerd door Bachman in 1839.

## Kenmerken
De townsendgrondeekhoorn bereikt een lichaamslengte van ongeveer 20,0 tot 23,2 centimeter, de staart is ongeveer 32 tot 54 millimeter lang en is daarmee aanzienlijk korter dan de rest van het lichaam. Het gewicht bedraagt 125 tot 175 gram, waarbij de mannetjes iets zwaarder zijn dan de vrouwtjes. De dieren hebben een effen, licht rokerige grijze rugkleur met een roze-zandkleurige wassing. De wangen en achterpoten hebben een licht roodachtige tot roestrode tint, de buik is wit tot roomwit en ook roze-zandkleurig. De staart is aan de bovenkant rokerig grijs en aan de onderkant kaneelbruin.

## Voorkomen
De soort komt voor in de Verenigde Staten.

## Levenswijze
De townsendgrondeekhoorn is overdag actief en leeft in droge habitats met schaarse vegetatie en geïrrigeerde bodems die worden gekenmerkt door alsem (Artemisia tridentata). Het is voornamelijk herbivoor en, net als andere Xerinae, bestaat zijn dieet voornamelijk uit verschillende plantendelen zoals knoppen, spruiten en bladeren, maar ook uit zaden, waaraan af en toe insecten worden toegevoegd. Net als andere Xerinae leven de dieren op de grond en in ondergrondse holen. De dieren overwinteren van eind mei of juni tot eind januari of maart, waarbij volwassen mannetjes eerder met hun winterslaap beginnen dan vrouwtjes en jonge exemplaren.
Het paarseizoen begint nadat de dieren in februari ontwaken. De vrouwtjes krijgen in maart een nest van vier tot zestien jongen in een nestkamer in het hol (het aantal gevangen vrouwtjes werd geschat op basis van embryotellingen). De jongen verlaten het hol na ongeveer vier weken eind maart tot april. De belangrijkste roofdieren voor het dier zijn de zilverdas en waarschijnlijk de coyote, roofvogels en de raaf.